# Joachim Grage
Joachim Grage (* 1966 in Eutin) ist ein deutscher Literaturwissenschaftler und Skandinavist. Er ist seit 2008 Professor für Nordgermanische Philologie an der Universität Freiburg.

## Leben
Grage wuchs in Neustadt in Holstein auf und legte dort 1985 das Abitur ab. Nach dem Zivildienst studierte er zunächst Medizin an der Universität Marburg, danach die Fächer Deutsch und Chemie für das Lehramt an Gymnasien in Göttingen bis zum ersten Staatsexamen. Zugleich begann er ein Studium der Skandinavistik, das er 1999 mit der Promotion abschloss.
Von 1996 bis 2002 war er wissenschaftlicher Mitarbeiter, von 2002 bis 2008 Juniorprofessor am Skandinavischen Seminar in Göttingen. Seit 2008 ist er Professor für Nordgermanische Philologie an der Albert-Ludwigs-Universität Freiburg. Seit 2013 ist er Studiendekan der Philologischen Fakultät und Vertrauensdozent der Studienstiftung des deutschen Volkes.
Seine Arbeitsgebiete sind die skandinavischen Literaturen vom Barock bis in die Gegenwart, literarische Praktiken und Performativität, Literatur und Musik, deutsch-skandinavische Literaturbeziehungen.
Joachim Grage ist Mitherausgeber der Deutschen Søren Kierkegaard Edition.

## Werke
- Dänische Weihnachtserzählungen, Gütersloh 1994, ISBN 3-579-01556-7
- Klabund: Werke in acht Bänden, Berlin 1998 ff. ISBN 978-3-932245-20-6 (als Mitherausgeber mit Ralf Georg Bogner, Julian Paulus und Christian von Zimmermann)
- Chaotischer Abgrund und erhabene Weite : Das Meer in der skandinavischen Dichtung des 17. und 18. Jahrhunderts, Göttingen 2000 ISBN 978-3-525-20584-6
- Literatur und Musik in der klassischen Moderne: Mediale Konzeptionen und intermediale Poetologien, Würzburg 2007. ISBN 978-3-89913-474-2
- Literarische Praktiken in Skandinavien um 1900 : Fallstudien, 2012, ISBN 978-3-89913-933-4 (als Herausgeber)
- Beiträge zur Wissens- und Wahrnehmungsgeschichte des Meeres in der frühen Neuzeit, Heidelberg 2012, ISBN 978-3-932608-27-8 (als Herausgeber)
- Geographies of Knowledge and Imagination in 19th Century Philological Research on Northern Europe, Newcastle upon Tyne 2017, ISBN 978-1-4438-8610-9 (als Mitherausgeber mit Thomas Mohnike)